# Velika nagrada Japonske 2011
Velika nagrada Japonske 2011 je petnajsta dirka Svetovnega prvenstva Formule 1 v sezoni 2011. Odvijala se je 9. oktobra 2011 na dirkališču Suzuka Circuit. Zmagal je Jenson Button, McLaren-Mercedes, drugo mesto je osvojil Fernando Alonso, Ferrari, tretje pa Sebastian Vettel, Red Bull-Renault.
Sebastian Vettel, ki je osvojil tudi najboljši štartni položaj, je s tretjim mestom štiri dirke pred koncem prvenstva ubranil naslov dirkaškega svetovnega prvaka, obenem je postal tudi najmlajši dvojni svetovni prvak v zgodovini Formule 1. Rekord je bil pred tem držal na tej dirki drugouvščeni Fernando Alonso. 

## Rezultati

### Kvalifikacije
| Poz | Št | Dirkač             | Konstruktor          | 1. del    | 2. del    | 3. del    | Št. m. |
| --- | -- | ------------------ | -------------------- | --------- | --------- | --------- | ------ |
| 1   | 1  | Sebastian Vettel   | Red Bull-Renault     | 1:33,051  | 1:31,424  | 1:30,466  | 1      |
| 2   | 4  | Jenson Button      | McLaren-Mercedes     | 1:32,947  | 1:31,434  | 1:30,475  | 2      |
| 3   | 3  | Lewis Hamilton     | McLaren-Mercedes     | 1:32,843  | 1:31,139  | 1:30,617  | 3      |
| 4   | 6  | Felipe Massa       | Ferrari              | 1:33,235  | 1:31,909  | 1:30,804  | 4      |
| 5   | 5  | Fernando Alonso    | Ferrari              | 1:32,817  | 1:31,612  | 1:30,886  | 5      |
| 6   | 2  | Mark Webber        | Red Bull-Renault     | 1:33,135  | 1:31,576  | 1:31,156  | 6      |
| 7   | 16 | Kamui Kobajaši     | Sauber-Ferrari       | 1:32,626  | 1:32,380  | brez časa | 7      |
| 8   | 7  | Michael Schumacher | Mercedes             | 1:33,748  | 1:32,116  | brez časa | 8      |
| 9   | 9  | Bruno Senna        | Renault              | 1:33,359  | 1:32,297  | brez časa | 9      |
| 10  | 10 | Vitalij Petrov     | Renault              | 1:32,877  | 1:32,245  | brez časa | 10     |
| 11  | 14 | Adrian Sutil       | Force India-Mercedes | 1:32,761  | 1:32,463  |           | 11     |
| 12  | 15 | Paul di Resta      | Force India-Mercedes | 1:33,499  | 1:32,746  |           | 12     |
| 13  | 11 | Rubens Barrichello | Williams-Cosworth    | 1:33,921  | 1:33,079  |           | 13     |
| 14  | 12 | Pastor Maldonado   | Williams-Cosworth    | 1:33,781  | 1:33,224  |           | 14     |
| 15  | 18 | Sébastien Buemi    | Toro Rosso-Ferrari   | 1:33,064  | 1:33,227  |           | 15     |
| 16  | 19 | Jaime Alguersuari  | Toro Rosso-Ferrari   | 1:35,111  | 1:33,427  |           | 16     |
| 17  | 17 | Sergio Pérez       | Sauber-Ferrari       | 1:34,704  | brez časa |           | 17     |
| 18  | 20 | Heikki Kovalainen  | Lotus-Renault        | 1:35,454  |           |           | 18     |
| 19  | 21 | Jarno Trulli       | Lotus-Renault        | 1:35,514  |           |           | 19     |
| 20  | 25 | Jérôme d'Ambrosio  | Virgin-Cosworth      | 1:36,439  |           |           | 20     |
| 21  | 24 | Timo Glock         | Virgin-Cosworth      | 1:36,507  |           |           | 21     |
| 22  | 22 | Daniel Ricciardo   | HRT-Cosworth         | 1:37,846  |           |           | 22     |
| 23  | 8  | Nico Rosberg       | Mercedes             | brez časa |           |           | 23     |
| 24  | 23 | Vitantonio Liuzzi  | HRT-Cosworth         | brez časa |           |           | 24     |

### Dirka
| Poz | Št | Dirkač             | Konstruktor          | Krogi | Čas/Odstop  | Št. m. | Toč |
| --- | -- | ------------------ | -------------------- | ----- | ----------- | ------ | --- |
| 1   | 4  | Jenson Button      | McLaren-Mercedes     | 53    | 1:30:53,427 | 2      | 25  |
| 2   | 5  | Fernando Alonso    | Ferrari              | 53    | +1,160      | 5      | 18  |
| 3   | 1  | Sebastian Vettel   | Red Bull-Renault     | 53    | +2,006      | 1      | 15  |
| 4   | 2  | Mark Webber        | Red Bull-Renault     | 53    | +8,071      | 6      | 12  |
| 5   | 3  | Lewis Hamilton     | McLaren-Mercedes     | 53    | +24,268     | 3      | 10  |
| 6   | 7  | Michael Schumacher | Mercedes             | 53    | +27,120     | 8      | 8   |
| 7   | 6  | Felipe Massa       | Ferrari              | 53    | +28,240     | 4      | 6   |
| 8   | 17 | Sergio Pérez       | Sauber-Ferrari       | 53    | +39,377     | 17     | 4   |
| 9   | 10 | Vitalij Petrov     | Renault              | 53    | +42,607     | 10     | 2   |
| 10  | 8  | Nico Rosberg       | Mercedes             | 53    | +44,322     | 23     | 1   |
| 11  | 14 | Adrian Sutil       | Force India-Mercedes | 53    | +54,447     | 11     |     |
| 12  | 15 | Paul di Resta      | Force India-Mercedes | 53    | +1:02,326   | 12     |     |
| 13  | 16 | Kamui Kobajaši     | Sauber-Ferrari       | 53    | +1:03,705   | 7      |     |
| 14  | 12 | Pastor Maldonado   | Williams-Cosworth    | 53    | +1:04,194   | 14     |     |
| 15  | 19 | Jaime Alguersuari  | Toro Rosso-Ferrari   | 53    | +1:06,623   | 16     |     |
| 16  | 9  | Bruno Senna        | Renault              | 53    | +1:12,628   | 9      |     |
| 17  | 11 | Rubens Barrichello | Williams-Cosworth    | 53    | +1:14,191   | 13     |     |
| 18  | 20 | Heikki Kovalainen  | Lotus-Renault        | 53    | +1:27,824   | 18     |     |
| 19  | 21 | Jarno Trulli       | Lotus-Renault        | 53    | +1:36,140   | 19     |     |
| 20  | 24 | Timo Glock         | Virgin-Cosworth      | 51    | +2 kroga    | 21     |     |
| 21  | 25 | Jérôme d'Ambrosio  | Virgin-Cosworth      | 51    | +2 kroga    | 20     |     |
| 22  | 22 | Daniel Ricciardo   | HRT-Cosworth         | 51    | +2 kroga    | 22     |     |
| 23  | 23 | Vitantonio Liuzzi  | HRT-Cosworth         | 50    | +3 krogi    | 24     |     |
| Ods | 18 | Sébastien Buemi    | Toro Rosso-Ferrari   | 11    | Kolo        | 15     |     |